# Stéphanie Thoron
Pour les articles homonymes, voir Thoron.
Stéphanie Thoron, née le 7 février 1977 à Namur est une femme politique belge wallonne, membre du MR. Elle siège depuis 2024 au Parlement de Wallonie, au Parlement de la Fédération Wallonie-Bruxelles ainsi qu'au Sénat.  
Elle fut employée au Parlement wallon (-2008), collaboratrice à la Coopération au Développement (-2011), puis de Willy Borsus à Gestion et Action libérale (2011-2014); administratrice rémunérée de divers organismes : IDEFIN (2006-2007), IDEG (2006-2007), AISBS (2010-), IMAJE (2013-), INASEP (2006-2013), Foyer Taminois (appelé aujourd'hui Sambr'Habitat scrl) (2012-), SIAMU (2013), SPAF (2007-2013), membre du comité consultatif d'Ethias (2016-).

## Fonctions politiques
- Conseillère communale de Jemeppe-sur-Sambre (2000-)
  - Bourgmestre (2012-2016)
  - Bourgmestre (2018-2024)
- Conseillère provinciale de la province de Namur (2000-2014)
  - Présidente du Conseil provincial (2010-2012)
- Députée de la Chambre des représentants (2014-2019)
- Députée au Parlement de Wallonie (2024-)[3]
- Députée au Parlement de la Fédération Wallonie-Bruxelles (2024-)[4]
- Sénatrice (2024-)[5]